# Icy-Cola
Icy-Cola is een colamerk dat wordt geproduceerd en gedistribueerd door het Oekraïense bedrijf Erlan uit Dnipro. Het colamerk valt net als alle andere Erlan-producten onder het handelsmerk Biola (Oekraïens: Біола). Naast frisdrank produceert Erlan ook mineraalwater, een ruim aanbod aan vruchtensappen en enkele frisdranken zoals de lemon-lime-drank Quake en de bio-frisdrank Kwass.
Het merk Biola werd opgericht in 1997 met de productie van het mineraalwatermerk Znamenovskaya. Icy Cola wordt verkocht in petflessen met een inhoud van 2, 1,25 en 0,5 liter.